# Hiszpańska Szkoła Jazdy

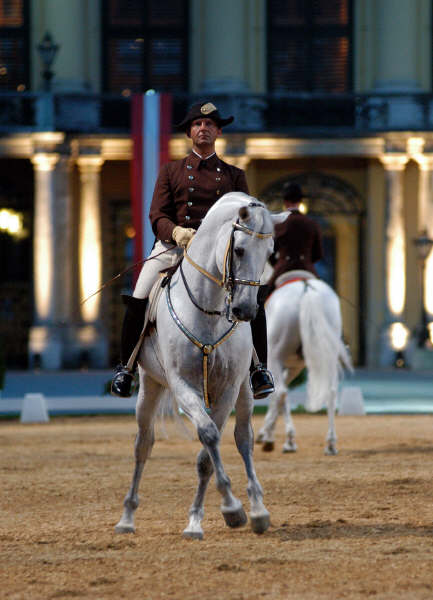
Pokazy w Schönbrunnie

Hiszpańska Dworska Szkoła Jazdy Konnej (niem. Spanische Hofreitschule), także Hiszpańska Szkoła Jazdy Konnej, Hiszpańska Dworska Szkoła Jazdy, Hiszpańska Szkoła Jazdy – ośrodek kultywujący tradycje klasycznego jeździectwa w Wiedniu. Najstarsza istniejąca nieprzerwanie (od renesansu) tego typu instytucja na świecie, której Hohe Schule (pol. Wyższa szkoła jazdy) wraz z wiedzą o klasycznym stylu jazdy konnej wpisane są przez UNESCO na listę austriackiego dziedzictwa kulturalnego.

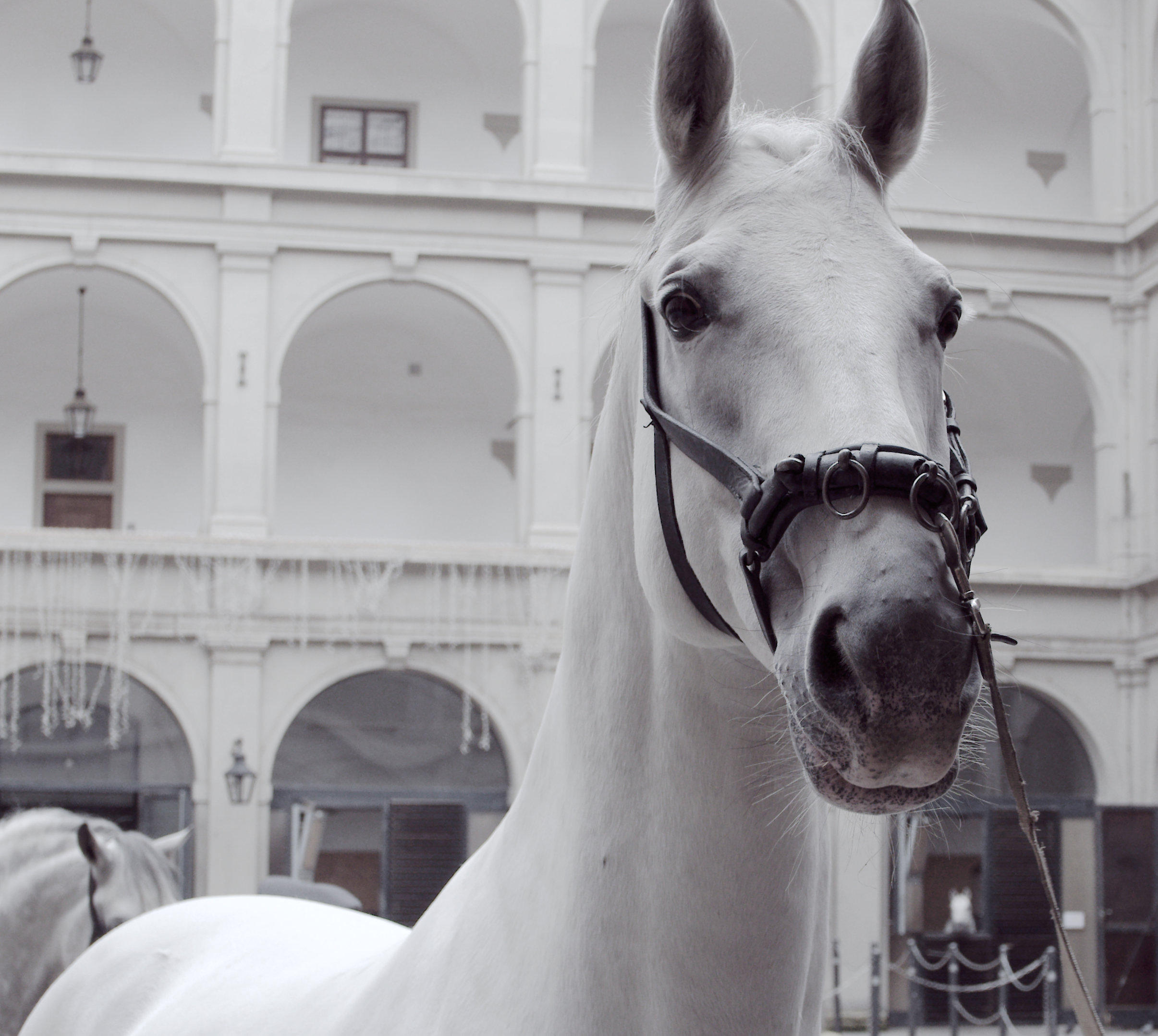
Głowa jednego z ogierów. Koń ma założony kawecan tradycyjnie stosowany podczas szkolenia koni z ziemi.

## Historia
Tradycje, z których wyrosła Hiszpańska Dworska Szkoła Jazdy, datuje się na ponad 450 lat wstecz (przyjmując za rok powstania 1565, ewentualnie 1572), czasami nawet umieszczając początki tej szkoły w roku 1500, kiedy w Wiedniu powstała dworska szkoła jeździecka przeznaczona dla dzieci arystokratów i rodziny panującej. W roku 1521 do Wiednia sprowadzono konie andaluzyjskie, co miało związek z arcyksięciem Ferdynandem I Habsburgiem, bratem króla Hiszpanii Karola I. Zwierzętami opiekowali się wykwalifikowani trenerzy oraz jeźdźcy. Z roku 1735 pochodzi obecny budynek szkoły (rajtszula) autorstwa architekta Josefa Emanuela Fischera von Erlacha (syna Johanna Bernharda) wzniesiony na zlecenie Karola VI Habsburga.
Pierwszy otwarty maneż powstał przy Hofburgu w roku 1565, o czym wspomina dokument arcyksięcia Maksymiliana II Habsburga wymieniający kwotę 100 guldenów, jaka miała być przeznaczona na plac w pobliżu pałacu (w roku 2015 obchodzona była 450. rocznica powstania szkoły). Początek szkoły jeździeckiej z tamtych czasów datuje się na rok 1572. Rok 1580 zapisał się w historii szkoły z powodu założenia przez Karola II hodowlanej stadniny koni w Lipicy (obecnie leżącej w granicach Słowenii). Tutaj w wyniku krzyżowania koni ras hiszpańskich, berberyjskich i arabskich z końmi neapolitańskimi oraz miejscowymi z płaskowyżu Kras powstała nowa rasa konia nosząca pochodzącą od miejscowości nazwę koń lipicański (niem. Lipizzaner, słow. lipicanec). Preferencje rodziny Habsburgów ukierunkowały hodowlę na konie uzyskujące z wiekiem maść siwą, chociaż skóra lipicanów jest czarna a rodzą się w umaszczeniu skarogniadym, karym lub kasztanowatym. Dawniej zdarzały się także konie w innym umaszczeniu (nieuzyskujące maści siwej).
Pod koniec lat dwudziestych XVIII wieku na zlecenie cesarza Karola VI Habsburga Josef Fischer von Erlach rozpoczął budowę zimowej szkoły jeździeckiej na terenie Hofburga. Budowa ta została ukończona w roku 1735, a sama szkoła w budynku, który przetrwał w niezmienionej formie, funkcjonuje do obecnych czasów. Ta zimowa ujeżdżalnia (niem. Winterreitschultrakt) posiada dwupiętrową galerię przeznaczoną dla widzów. Jej wymiary to: długość 55 m, szerokość 18 i wysokość 17 m. Hala jest wsparta na 46 kolumnach, które oddzielają loże o pojemności wynoszącej ponad tysiąc osób.
W 1963 roku powstał film pt. "Miracle of the White Stallions", produkcji Disneya, na podstawie wspomnień Aloisa Podhajskiego z czasów II Wojny Światowej, kiedy ewakuowano konie z Wiednia przed najazdem Armii Radzieckiej. Amerykański generał George Patton miał pomóc w ewakuacji koni, ale dopiero po obejrzeniu ich występu.

## Szkoła, treningi, ewolucje, jeźdźcy

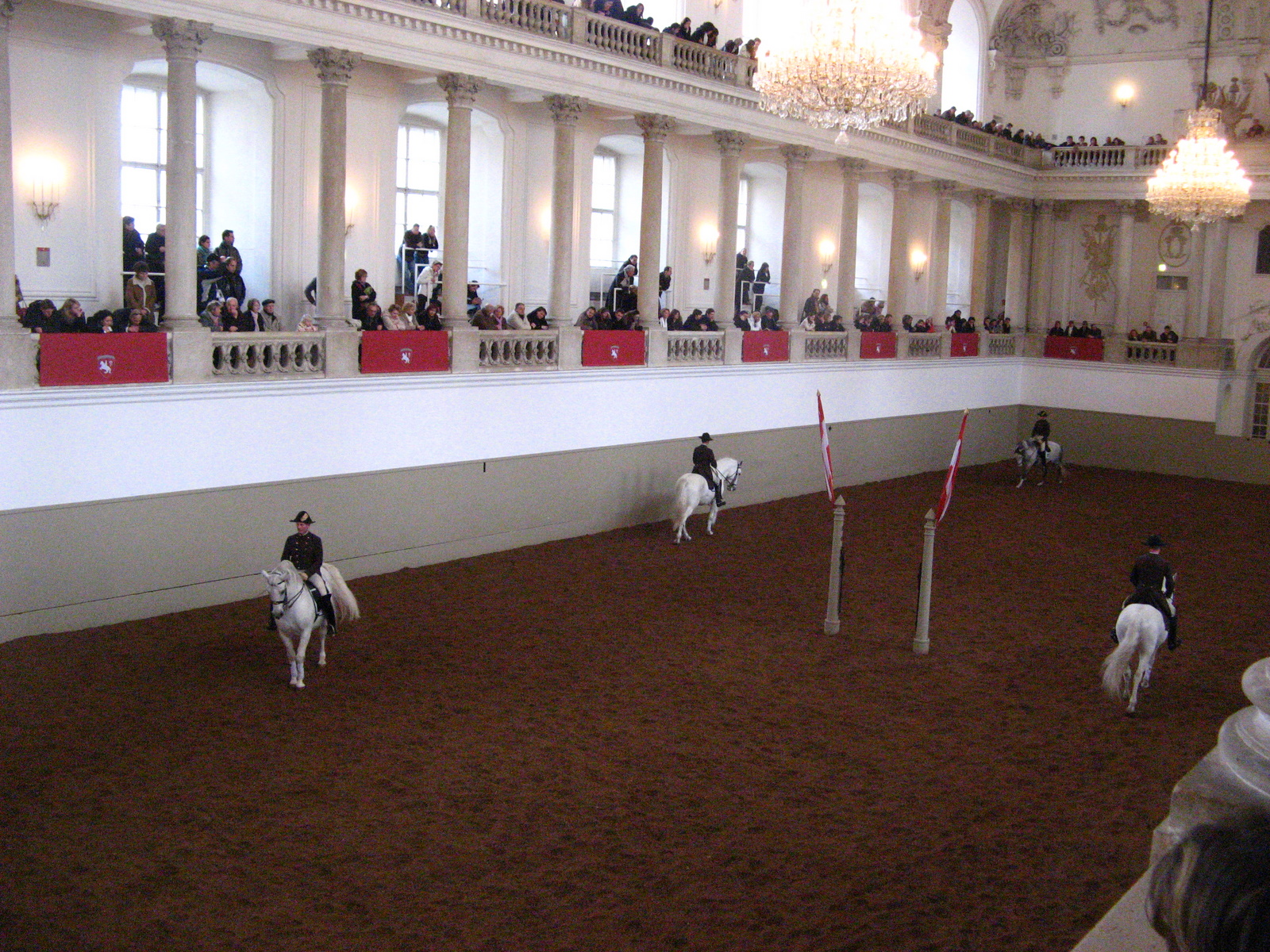
Konie na arenie

### Szkolenie konia

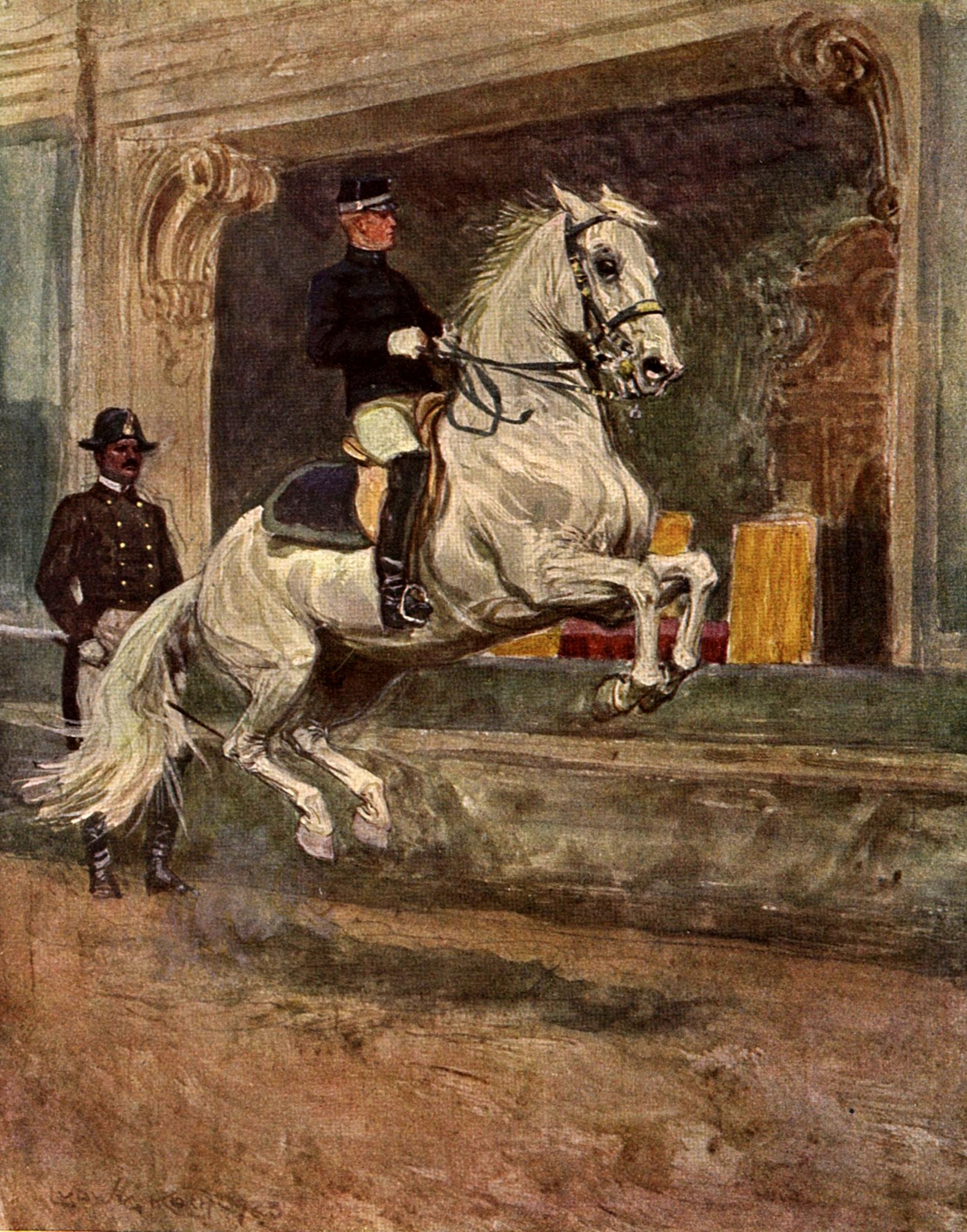
Krupada

Białe (siwe) ogiery występujące w pokazach szkoły pochodzą obecnie z austriackiej państwowej stadniny mieszczącej się w miejscowości Piber opodal Grazu. Najlepszymi reproduktorami tej stadniny są też równocześnie właśnie te lipicany, które odbyły i zakończyły swoje szkolenie w Hiszpańskiej Szkole Jazdy.
Treningi rozpoczynają konie około czteroletnie. Szkolenie w Hiszpańskiej Dworskiej Szkole Jazdy dzieli się na trzy etapy:
1. Remontenschule
2. Campagneschule
3. Hohe Schule (fr. haute école, pol. Wyższa szkoła jazdy)[5][4]

W pierwszym roku najważniejsze jest osiągnięcie przez konia rozluźnienia i równowagi w podstawowych chodach, dlatego nie wymaga się od niego zebrania, tylko swobodnego poruszania się w naturalnej postawie, zwłaszcza na liniach prostych. Na kolejnym etapie szkolenia koń stopniowo uczony jest zebrania (przenoszenia większego ciężaru ciała na tył), jeżdżony jest we wszystkich chodach podstawowych, uczy się poprawnie poruszać na łukach oraz liniach prostych, zachowując równowagę. Trzeci etap to udoskonalanie umiejętności konia; od tego momentu wszystko zależy od indywidualnych predyspozycji, talentu, siły i wrażliwości każdego ogiera, oraz jego chęci do współpracy. W najwyższym zebraniu koń uczy się piaffu, pasażu, piruetów i lotnych zmian nogi w galopie. Przygotowanie konia do Szkolnego Kadryla (czyli specjalnego, uroczystego występu w którym biorą udział najlepiej wyszkolone ogiery) trwa około sześć lat. Udział w tym występie oznacza, że koń zakończył szkolenie. Tylko niektóre, wyjątkowo utalentowane i wrażliwe ogiery opanowują sztukę wykonywania "figur nad ziemią" (takich jak lewada, kurbetta, kapriola).

### Szkolenie jeźdźca

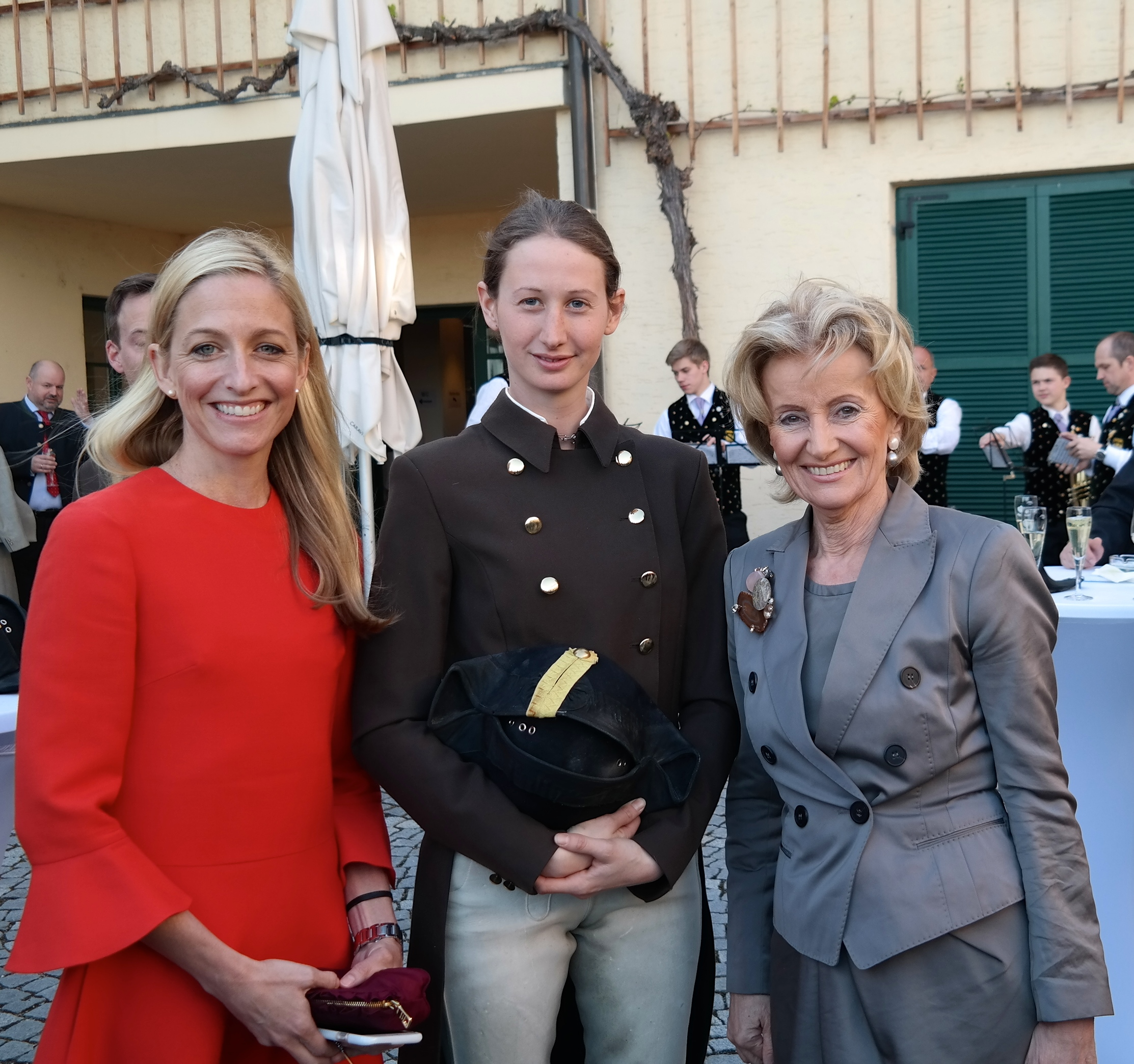
Od lewej: Alexa L. Wesner (ambasador USA w Austrii), Hannah Zeitlhofer w tradycyjnym stroju jeźdźca i Elisabeth Gürtler (dyrektor szkoły).

Do szkoły przyjmowane są osoby w wieku co najmniej 16 lat, które ukończyły podstawową edukację, mają co najmniej 172cm wzrostu, szczupłą i wysportowaną sylwetkę, znają język niemiecki i posiadają co najmniej podstawowe umiejętności jeździeckie oraz miłość do koni. Młodzi stażyści rozpoczynają praktykę w stajniach, ucząc się jak prawidłowo dbać o konie, a także o sprzęt jeździecki (siodła, ogłowia; wszystko musi być utrzymane w porządku i czystości). Stażyści poznają indywidualny charakter każdego z ogierów i regularnie uczestniczą w lekcjach jazdy konnej, gdzie pod okiem doświadczonych jeźdźców uczą się prawidłowego dosiadu na jednym z wyszkolonych ogierów. Przez pierwsze lata lekcje odbywają się na lonży.
Najbardziej utalentowani mogą kontynuować praktykę, awansując na stanowisko asystenta i otrzymując pod swoją opiekę młodego ogiera. Na tym etapie mogą również dosiadać w pełni wyszkolonego ogiera w Szkolnym Kadrylu. Pod okiem bardziej doświadczonych jeźdźców i mistrzów jeździeckich asystent musi wyszkolić młodego ogiera do etapu, w którym będzie mógł na nim wziąć udział w Szkolnym Kadrylu. Ten etap trwa kolejne sześć lat i wymaga ogromnej dyscypliny, cierpliwości i wrażliwości od młodego jeźdźca. Uzyskanie statusu w pełni wyszkolonego jeźdźca trwa od ośmiu do dwunastu lat; czas, w którym wielu się poddaje i odchodzi ze Szkoły.
Hiszpańska Dworska Szkoła Jazdy zrzesza najlepszych jeźdźców nie tylko z Austrii, ale też przyciąga miłośników jeździectwa z innych krajów. Także liceum jeździeckie jest uznawane za najlepsze na świecie. Jeźdźcy występują w historycznych strojach, których zdobienia wskazują na którym etapie szkolenia jest dany jeździec. Również rząd koński różni się kształtem, budową i zdobieniami w zależności od stopnia wyszkolenia zwierzęcia. Wzór stroju jeźdźca nie zmienił się od roku 1814. Do tradycji należy używanie wierzbowej gałązki zamiast bata; każdy z jeźdźców samodzielnie wycina taką gałązkę dla siebie, by miała najwygodniejszą dla niego długość i giętkość. Hiszpańska Dworska Szkoła Jazdy dopiero na początku XXI wieku przyjęła w swój poczet pierwsze kobiety, chociaż nigdy nie było do tego żadnych przeciwwskazań. Były to Austriaczka Hannah Zeitlhofer oraz Brytyjka Sojourner Morrell. Pierwszy raz Zeitlhofer wzięła udział w publicznym pokazie jesienią roku 2010. Obecnie jest pierwszą kobietą w historii szkoły, która awansowała do statusu w pełni wyszkolonego jeźdźca. Sojourner Morrell opuściła szkołę, by kontynuować karierę modelki. Dyrektorem szkoły od 2007 jest również kobieta, Elisabeth Gürtler-Mauthner wraz z Erwinem Klissenbauerem.

## Występy

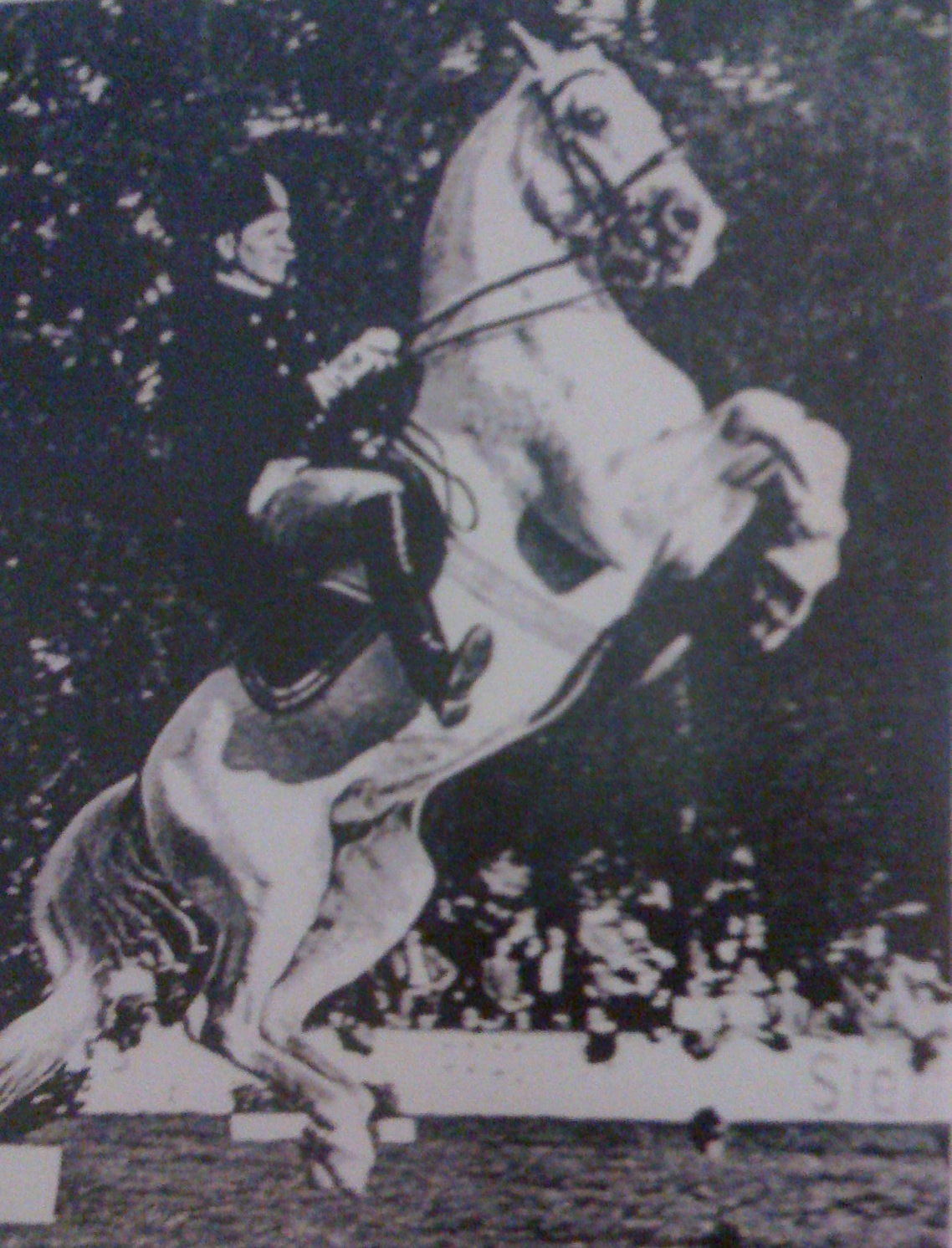
Siglavy Brezovica wykonuje kurbettę pod Georgiem Wahlem (urodzonym w Koźlu, na Górnym Śląsku, mistrzem Hiszpańskiej Szkoły Jazdy w Wiedniu).

Hiszpańska Szkoła Jazdy daje co roku około 70 występów w Wiedniu, ale także w innych miastach. Pokazom towarzyszy oprawa muzyczna. Najczęściej są to związani z Wiedniem kompozytorzy jak Johann Strauss syn czy Wolfgang A. Mozart. Ze szkołą współpracuje też Wiedeński Chór Chłopięcy. Ceny biletów kształtują się (stan na rok 2017) na poziomie od 28 euro do 164 euro na pokazy, od 15 do 31 euro na poranne treningi, oraz od 12 do 31 euro na inne atrakcje (zwiedzanie stajni, muzeum, obiektów architektonicznych). Hiszpańską Dworską Szkołę Jazdy odwiedza rocznie około trzysta tysięcy gości.
Oprócz uroczystych występów z oprawą muzyczną i słynnych balów, szkoła organizuje także liczne seminaria i szkolenia dla jeźdźców i miłośników koni z całego świata, zarówno w Hofburgu, jak i w ośrodku treningowym w Heldenbergu, gdzie konie przebywają w lecie. Dostępne dla publiczności są również poranne treningi koni z komentarzem na żywo, podczas których można przyjrzeć się koniom i jeźdźcom na wszystkich etapach nauki.